# Watton-at-Stone
Watton-at-Stone is een civil parish in het bestuurlijke gebied East Hertfordshire, in het Engelse graafschap Hertfordshire met 2338 inwoners.

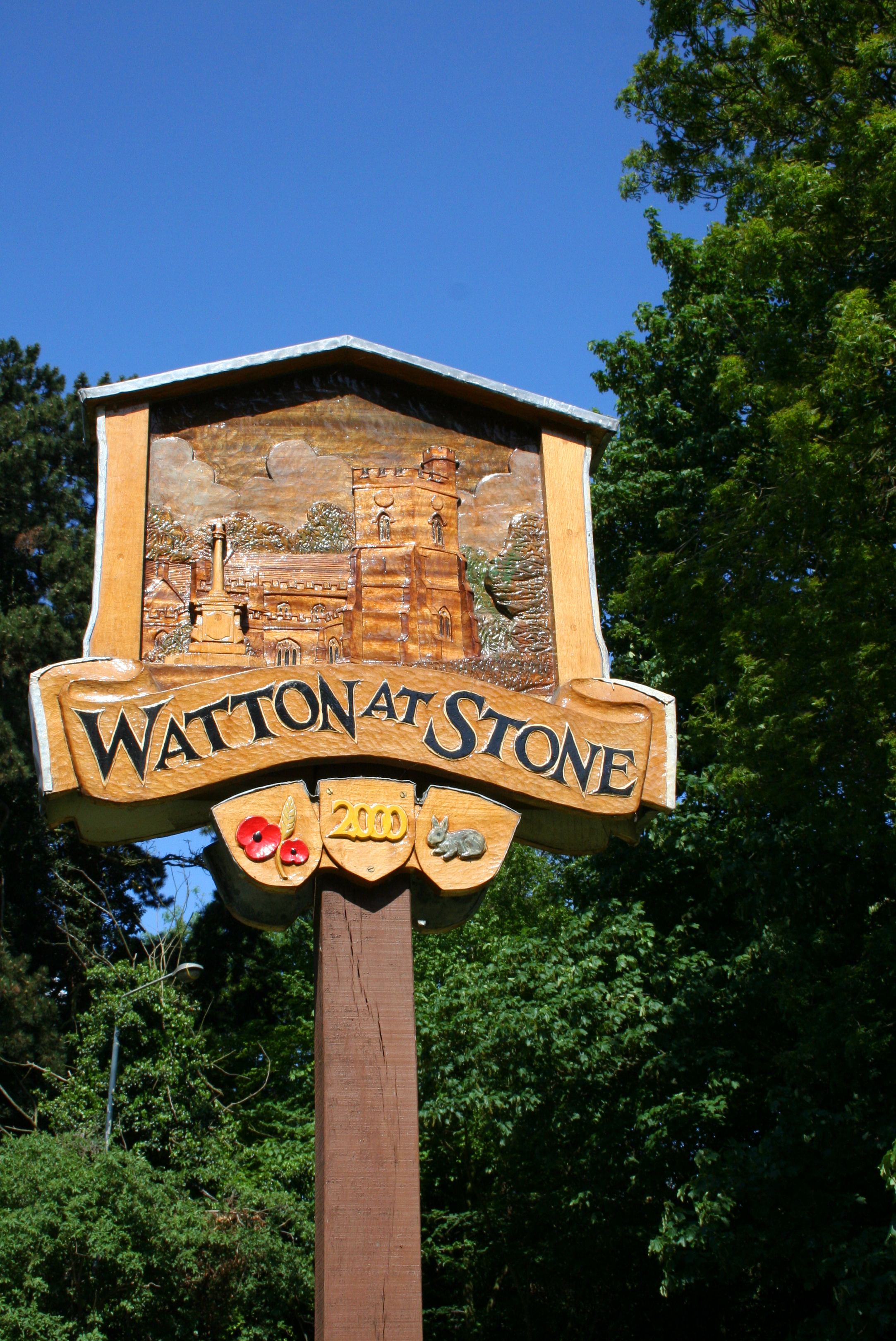
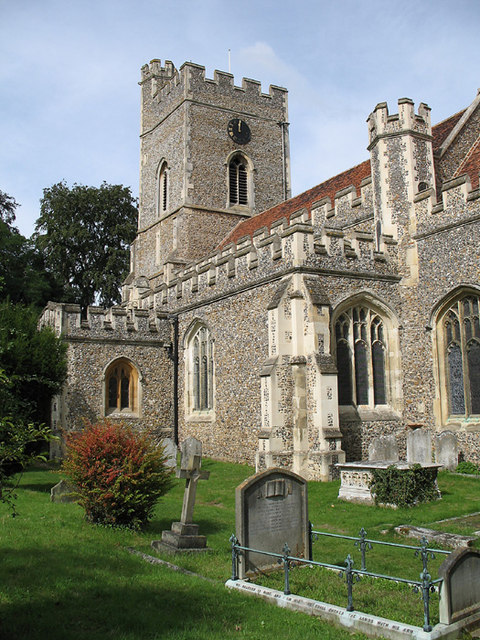
St. Andrew and St. Mary